# Maria è nuda
Maria è nuda è un singolo di Roberto Tardito, pubblicato nel 2012 come secondo estratto dall'album Punto di fuga.

## Tracce
1. Maria è nuda – 3:39 (Roberto Tardito)

## Formazione
- Steve Cooper – batteria
- Riccardo Galardini – chitarre acustiche
- Peter Sitka – basso elettrico
- Nathan Steers – chitarre elettriche
- Roberto Tardito – voce, chitarre elettriche, organo Hammond, Jupiter-8v, Prophet